# Rita Liliom
Rita Bokorné Liliom (Budapest, 23 maggio 1986) è un'ex pallavolista ungherese, di ruolo schiacciatrice e opposto.

## Carriera

### Club
Cresciuta nelle giovanili del BSE, Rita Liliom si trasferisce per motivi di studio degli Stati Uniti d'America, dove partecipa alla NCAA Division I statunitense con la Kansas State dal 2004 al 2008. Comincia la propria carriera professionistica nella stagione 2009, vestendo la maglia delle Gigantes de Carolina nella Liga de Voleibol Superior Femenino, senza tuttavia concludere il campionato.
Nella stagione 2009-10 viene ingaggiata dall'Alemannia di Aquisgrana, militante nella 1. Bundesliga tedesca, dove resta per due annate: nella stagione 2009-10 avrebbe dovuto giocare per La Rochette, ma a causa del ritiro del club dal campionato di Pro A francese, torna nuovamente a quello tedesco.
Nella stagione 2011-12 viene ingaggiata dallo Stal Mielec nella Liga Siatkówki Kobiet polacca, categoria dove milita anche nell'annata successiva con il Pałac Bydgoszcz; nella stagione 2013-14 si trasferisce al club turco del Yeşilyurt.
Per il campionato 2014-15 veste la maglia del San Casciano, neopromossa nella Serie A1 italiana. Nel campionato successivo resta in Italia giocando però per il Pesaro, neopromosso in Serie A2.
Nella stagione 2016-17 gioca in Francia, difendendo i colori del Béziers, club militante in Ligue A, categoria dove rimane anche nella stagione successiva con il Saint-Cloud Paris SF, prima di fare rientro in Ungheria per disputare l'Extraliga 2018-19 con l'Újpest.
Al termine del campionato europeo 2019 annuncia il proprio ritiro dall'attività agonistica.

### Nazionale
Nel 2010 ottiene le prime convocazioni in nazionale, con cui nel 2015 vince la medaglia d'oro all'European League.

## Palmarès

### Nazionale (competizioni minori)
- European League 2015